# Pedro de Orléans
Pedro Filipe João Maria de Orléans (em francês: Pierre Philippe Jean Marie d'Orléans; Saint-Cloud, 4 de novembro de 1845 – Paris, 17 de julho de 1919), foi um príncipe francês da Casa de Orléans, Duque de Penthièvre e oficial da marinha francesa. Filho do príncipe Francisco de Orléans, Príncipe de Joinville, e de sua esposa, a princesa Francisca do Brasil, era neto do rei Luís Filipe I de França e do imperador Pedro I do Brasil.

## Biografia

### Família
Nascido no Castelo de Saint-Cloud em 1845, o Príncipe Pedro Filipe João Maria de Orléans, Duque de Penthièvre, é filho de Francisco d'Orléans, Príncipe de Joinville, e de sua esposa, a princesa Francisca do Brasil. Através de seu pai, ele é o neto do rei francês Luís Filipe I de França, enquanto, por sua mãe, ele é neto do Imperador Pedro I do Brasil, de quem leva o primeiro nome. O príncipe Pedro tem uma irmã, Francisca d'Orléans, de quem descendem os candidatos orleanistas ao trono da França após 1926. Seus padrinhos foram o imperador Pedro II do Brasil, e sua esposa, Teresa Cristina das Duas Sicílias.

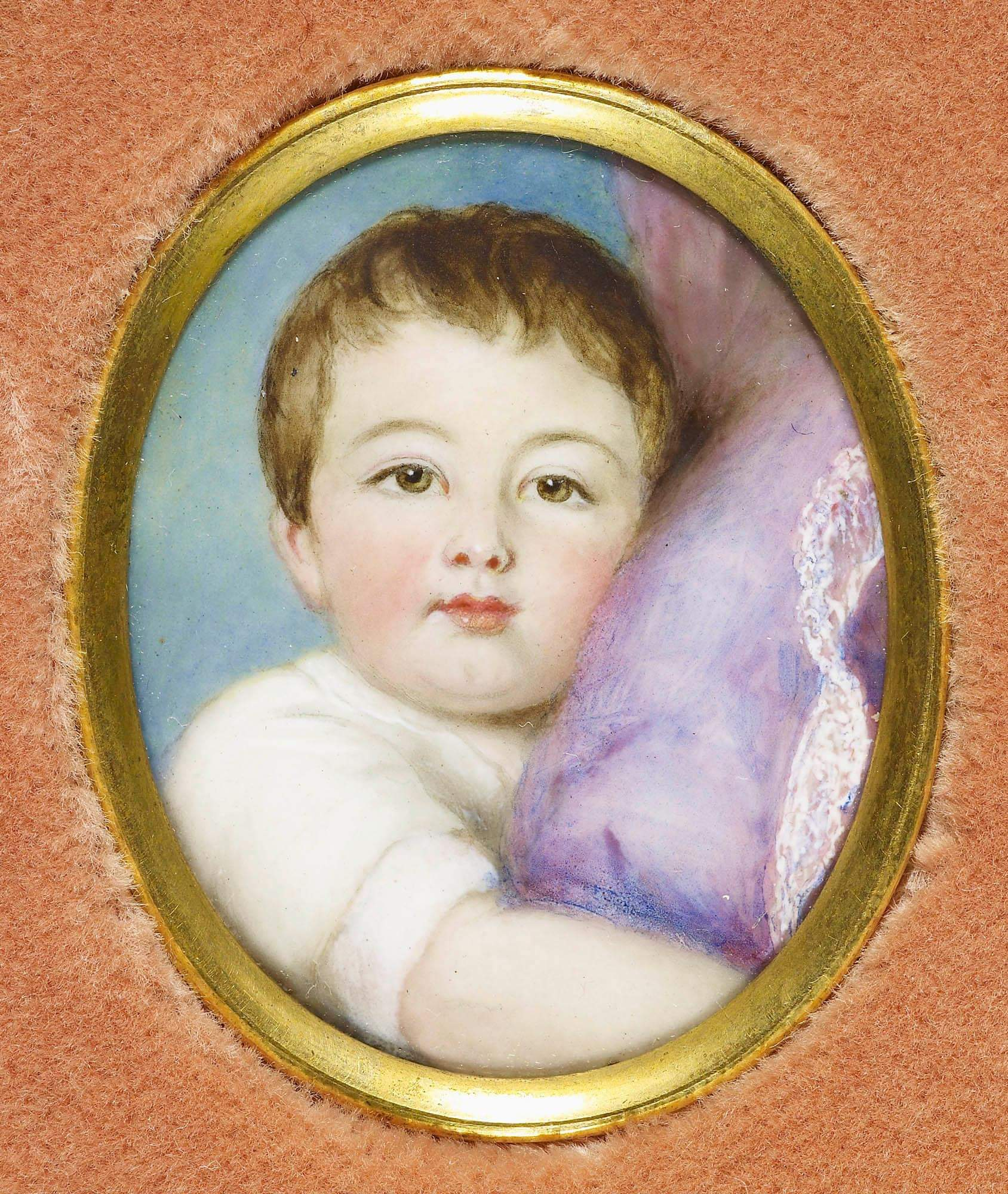
O duque de Penthièvre em uma pintura assinada em 1849 já em exílio.

O príncipe Pedro é expulso da França com sua família quando entra em erupção a Revolução de 1848, que derrubou seu avô, o rei Luís Filipe I do trono da França.
Refugiado na Inglaterra com a maioria dos demais membros da Casa de Orléans, o duque de Penthièvre passou ali uma infância feliz, apesar da melancolia e das incertezas do exílio. Dotado de uma família amorosa e acima de tudo um pai que benevolamente supervisiona a educação de seus filhos, o filho recebe uma educação cuidadosa, ao lado de seus muitos primos.

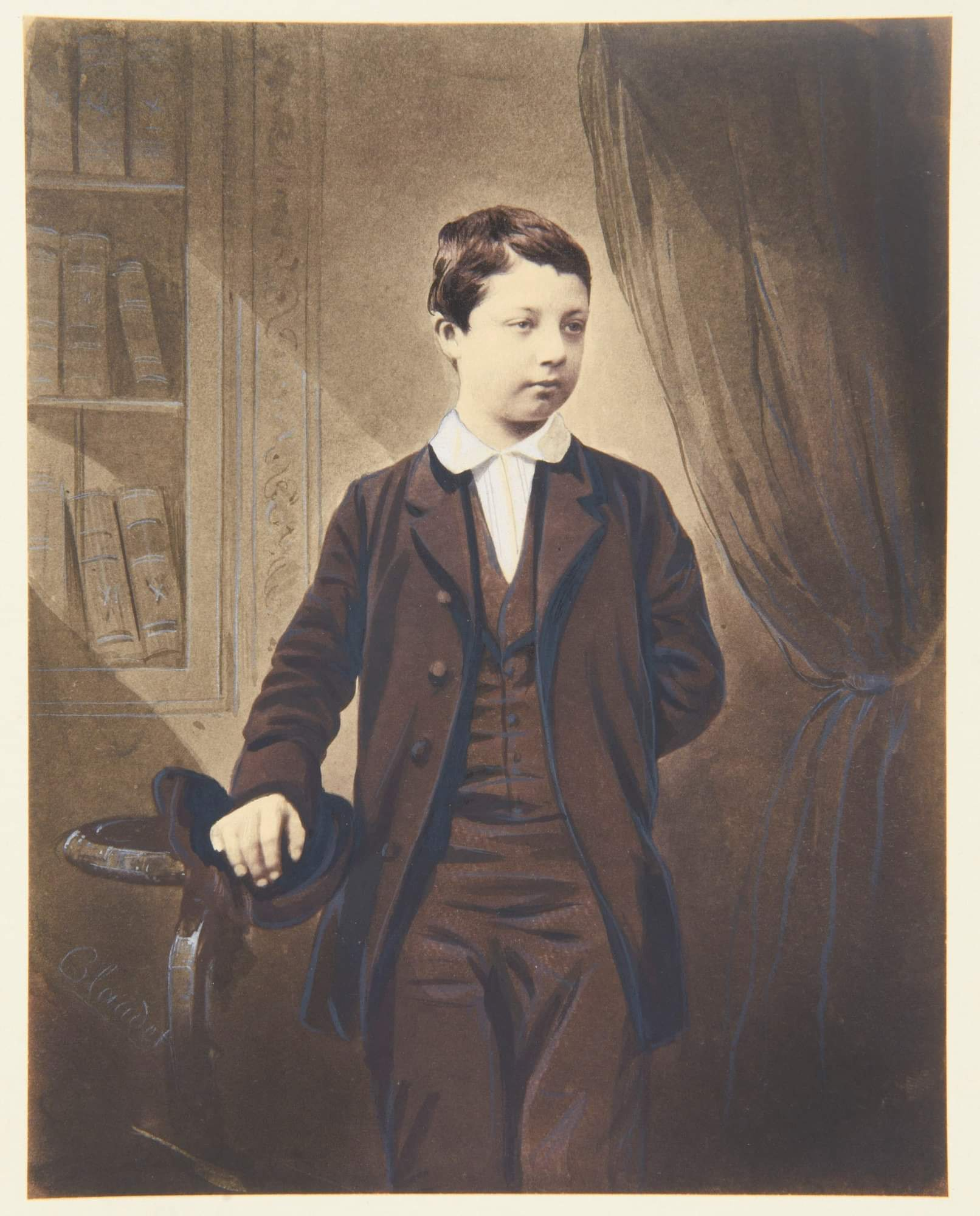
O duque de Penthièvre em 1856.

Confiados inicialmente aos cuidados de preceptores, o duque de Penthièvre e seus primos, Luís Filipe, Príncipe de Condé e o príncipe Fernando, Duque de Alençon, partiram para a Escócia em 1859 para continuar seus estudos na Old Royal High School, prestigiada escola católica de Edimburgo.

### Pedido de casamento brasileiro

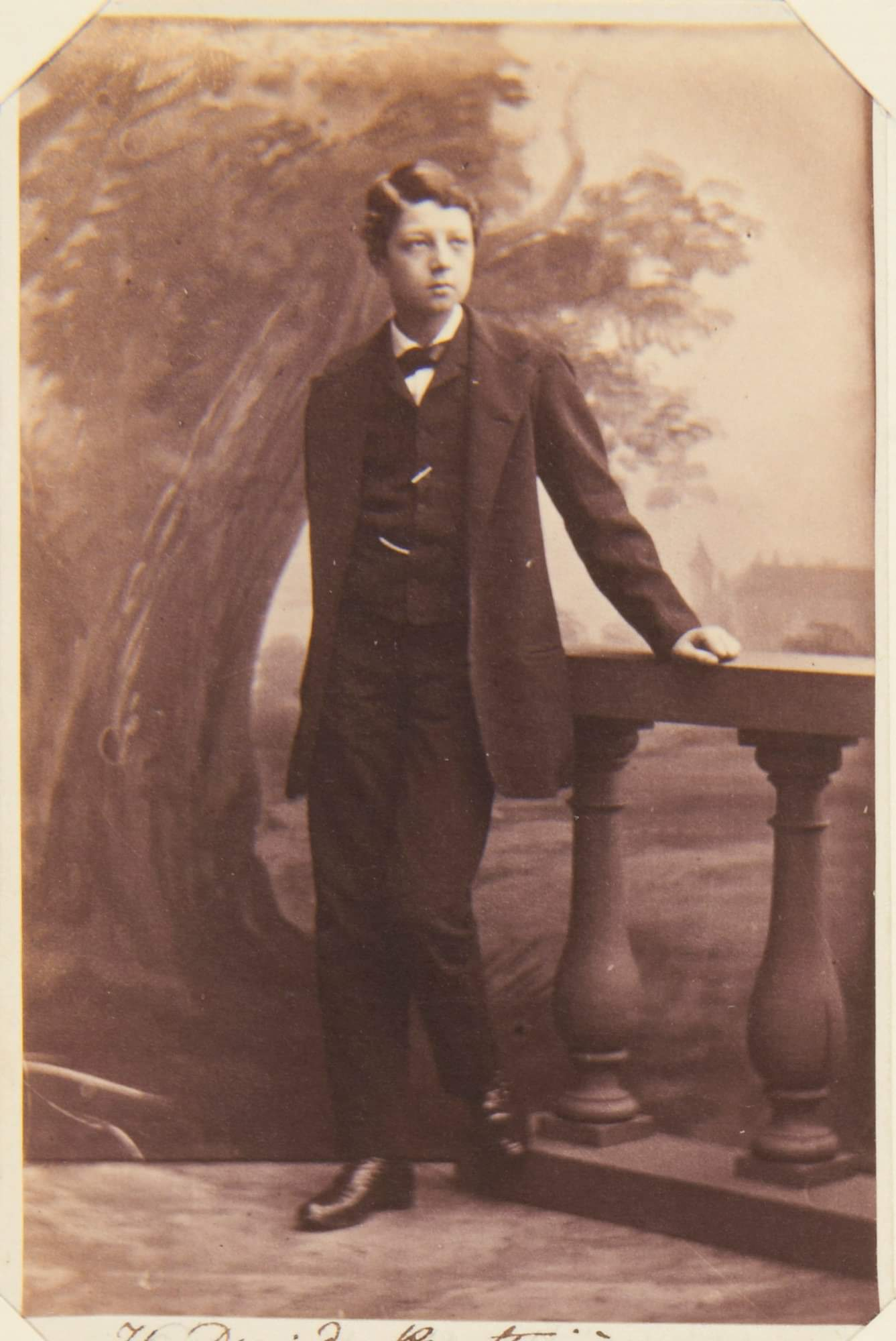
O duque de Penthièvre em fotografía de 1860.

No início da década de 1860, o imperador Pedro II do Brasil, que não tinha herdeiro homem, procurou casar-se com suas filhas, as princesas Isabel e Leopoldina, a fim de garantir sua sucessão. Voltando o olhar para seus parentes europeus, o monarca latino-americano pede a sua irmã, a princesa Francisca, e seu marido para aconselhá-lo a dois jovens príncipes que poderiam se casar com suas filhas. Os Príncipes de Joinville o fazem e, entre todos os nomes que propõem ao imperador, ele primeiro escolhe o Duque de Penthièvre e o príncipe Filipe da Bélgica, Conde de Flandres, como possíveis maridos. Para o soberano, os dois jovens oferecem, sim, a vantagem de pertencer a dinastias de fama liberal. Acima de tudo, Pedro tem a vantagem de ser meio brasileiro por mãe e, portanto, ele mesmo ter vínculos com a coroa imperial.

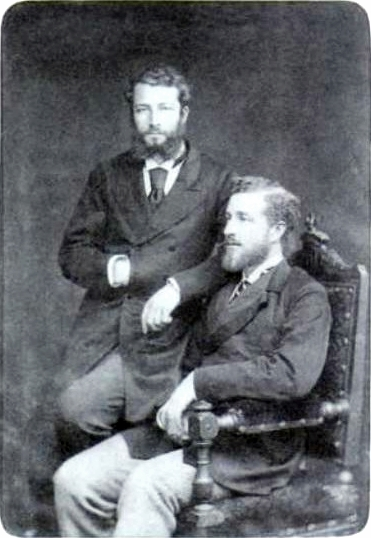
O duque de Penthièvre e seu primo o príncipe Luís Agusto, Duque de Saxe.

No entanto, o príncipe Pedro deseja mais do que tudo abraçar uma carreira na marinha e, portanto, ele recusa a proposta de seu tio. Quanto ao Conde de Flandres, ele se recusa a deixar a Europa para se estabelecer na América. Assim, são finalmente dois outros pais dos jovens, os príncipes Gastão, Conde d'Eu e Luís Augusto, Duque de Saxe, que Pedro II escolhe como genros.

### Nos Estados Unidos

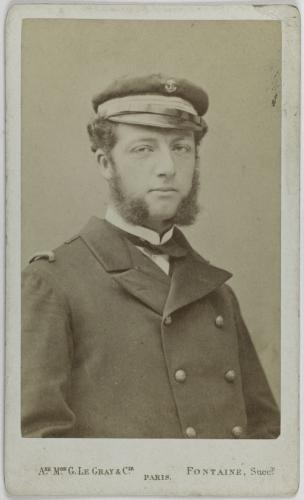
O duque de Penthièvre entre 1860 e 1890.

Ansioso por seguir o caminho aberto por seu pai na marinha francesa, o duque de Penthièvre informou à família seu desejo de servir no mar. Apesar da pouca idade do filho, que na época tinha apenas dezesseis anos, o Príncipe de Joinville se propôs a encontrar uma academia militar que aceitasse recebê-lo como oficial cadete. Finalmente, graças à intervenção do presidente americano James Buchanan, Pedro está autorizado a seguir os cursos da Academia Naval de Annapolis.
Chegado aos Estados Unidos com seu pai e dois de seus primos, os príncipes Luís Filipe, Conde de Paris e Roberto, Duque de Chartres, o Duque de Penthièvre ingressou na Academia Naval em 15 de outubro de 1861. No entanto, como a Guerra Civil acabou de estourar, a reentrada do príncipe não ocorreu em Annapolis, como foi planejado originalmente, mas em Newport, Rhode Island.
Após a formatura, o duque de Penthièvre serviu na corveta John Adams, que ancorou ao largo de Charleston. Ao contrário de seu pai e seus primos, que deixaram a América em 7 de julho de 1862, Pedro permaneceu nos Estados Unidos até 1864. Tendo-se tornado tenente, deixou com pesar as suas funções, pelo arrefecimento das relações franco-americanas ligadas à expedição organizada pelo Segundo Império ao México.

### Doença e sequelas
Antes de deixar a Marinha dos Estados Unidos, o príncipe navegou no Golfo do México, onde contraiu malária. Severamente afetado pela doença, ele é tratado com altas doses de Quinina, o que acaba salvando-o, mas causando-lhe surdez irreversível.
Agora aleijado, o príncipe mostra-se cada vez mais melancólico. De volta à Europa, ele se retira aos estudos, que se tornam sua única verdadeira paixão. Ele está, portanto, interessado em química, botânica, astronomia e mecânica.

### Viagens
As portas da França sendo sempre fechadas aos Orleans pela lei do exílio de 26 de maio de 1848, o duque de Penthièvre consegue, através do pai, poder embarcar durante dois anos no Bartolomeu Dias, um navio português em missão no Pacífico. O príncipe, então, serve como um relógio oficial.
O príncipe Pedro posteriormente fez várias viagens pelo mundo. Com seu amigo o Conde Ludovic de Beauvoir, ele embarcou em uma turnê mundial em um navio mercante que durou de 1865 a 1867 e que o levou à Austrália, Java, Sião, China, Japão e Califórnia. Em seguida, fez outras viagens que o levaram a diferentes terras distantes.

### Voltar para a França
Com a queda do Segundo Império em 1870, o Príncipe Pedro pôde finalmente retornar à França e integrar a marinha lá. Tenente nomeado, serviu no Oceano, sob as ordens do Almirante Renault.
No plano pessoal, o príncipe mantém um relacionamento amoroso com uma jovem casada chamada Angélique Lebesgue. Com ela tem dois filhos naturais, que educa nas suas sucessivas residências na avenida d'Antin e no boulevard Haussmann. Apesar do escândalo causado por esta relação, o príncipe permanece próximo de sua família e visita regularmente a casa de sua irmã, a princesa Francisca.
Apaixonado pela caça, ele também visita regularmente as propriedades que ele e sua família possuem em Arc-en-Barrois.

### Últimos anos
Em 1886, uma nova lei que afetava membros de famílias que reinavam na França forçou o duque de Penthièvre a deixar a marinha para sempre.
Apesar da rejeição de seu país, o príncipe Pedro disponibilizou seu Castelo de Arc-en-Barrois ao exército francês durante a Primeira Guerra Mundial, para que pudesse ser transformado em um hospital militar para os feridos de Verdun e Argonne.

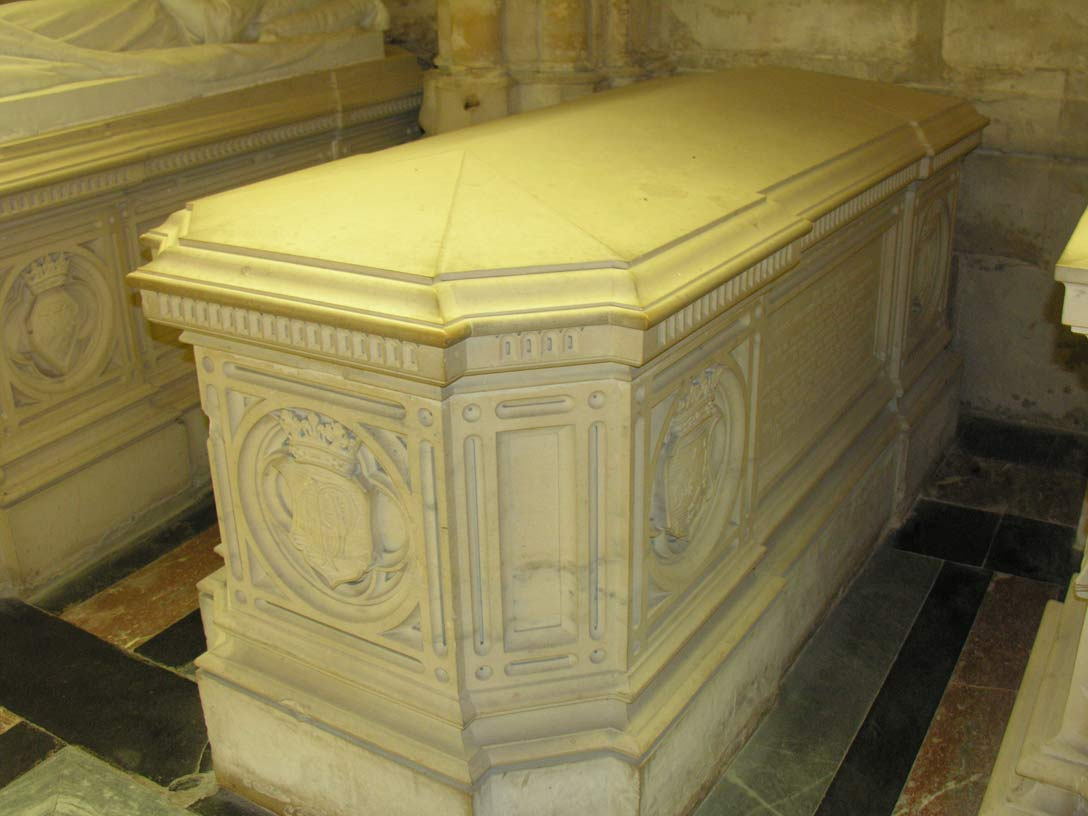
Tumulo do príncipe Pedro de Orléans, Duque de Penthièvre na Capela Real de Dreux.

O duque de Penthièvre morreu solteiro em 1919 e, sem herdeiros legítimos, passou o Castelo d'Arc-en-Barrois para seu sobrinho, o príncipe João, Duque de Guise. Ele está enterrado na Capela Real de Dreux, França.

## Descendência
O duque de Penthièvre teve uma relação com uma jovem casada Angelique Lebesgue, com quem teve dois filhos Naturais:
- Jeanne Angelique Marie Lebesgue (1879—?) casou-se em 1903 com o Marquês Jean de Gouy d'Arsy, filho do Conde Antonin Gouy d'Arsy, e de Mina Löwenthal, com descendência.
- Pierre Fernand Eugene Lebesgue (1881—1962) casou-se com à artista dramática Yvonne Patrigeon, mais conhecida como Yvonne Maëlec, sem descendência.

## Títulos e estilos
- 4 de novembro de 1845 – 17 de julho de 1919: Sua Alteza Real, o Príncipe Pedro Filipe de Joinville, Príncipe de Orléans, Duque de Penthièvre

## Ancestrais
Genealogia de Pedro d'Orléans, Duque de Penthièvre